# آروپاکاری
آروپاکاری (به لاتین: Aarupokhari) در نپال با جمعیت ۵٬۴۶۵ نفر است که در gandaki zone واقع شده‌است.